# Israel Broussard
Isaiah Israel Broussard (Gulfport (Mississippi), 22 augustus 1994) is een Amerikaans acteur. Hij speelde in diverse films en televisieseries, waaronder Happy Death Day, Extinction en Fear the Walking Dead.

## Filmografie

### Film
- 2010: Flipped, als Garret Einbinder
- 2011: The Chaperone, als Josh
- 2013: The Bling Ring, als Marc Hall
- 2014: Earth to Echo, als Cameron
- 2015: H8RZ, als Jack Stanton
- 2015: Jack of the Red Hearts, als Robert Adams
- 2016: Good Kids, als Mike "Spice" Jennings
- 2017: Happy Death Day, als Carter Davis
- 2017: Say You Will, als Bobby Nimitz
- 2018: Extinction, als Miles
- 2018: To All the Boys I've Loved Before, als Josh Sanderson
- 2019: Happy Death Day 2U, als Carter Davis
- 2021: Fear of Rain, als Caleb

### Televisie
- 2010: Romantically Challenged, als Justin Thomas
- 2013: Sons of Anarchy, als Joey Noone
- 2015: Perfect High, als Carson Taft
- 2016: Fear the Walking Dead, als James McCalister
- 2019: Into the Dark, als Spencer

### Videoclips
- 2013: Claudia Lewis, van M83